# Запис храст на Бачевишту (Лепојевић)
Запис храст на Бачевишту (Лепојевић) се налази на парцели чији је власник Општина Рековац.

## Локација
| Општина             | Рековац                                                                     |
| Катастарска општина | Лепојевић                                                                   |
| Потес               | Бачевиште                                                                   |
| Координате          | 43° 44′ 29″ С; 21° 04′ 14″ И / 43.741500000000002° С; 21.070499999999999° И |
| Надморска висина    | 366m                                                                        |

## Карактеристике
Дендрометријске вредности утврђене на терену и сателитским снимцима:
| Стабло                     | Храст |
| Висина стабла              | m     |
| Обим дебла                 | m     |
| Пречник крошње             | 10m   |
| Пречник дебла              | m     |
| Висина дебла до прве гране | m     |

## База записа
Запис је у оквиру Викимедија пројекта "Запис - Свето дрво" заведен под редним бројем 0387.